# Nhật thực 20 tháng 5, 2012
Nhật thực ngày 20 tháng 5 năm 2012 (ngày 21 tháng 5 năm 2012 theo giờ địa phương ở Đông Bán cầu) là hiện tượng nhật thực hình khuyên có thể nhìn thấy trong một dải trải dài qua Đông Á, Thái Bình Dương và Bắc Mỹ. Là nhật thực một phần, nó có thể nhìn thấy từ phía Bắc Greenland đến Hawaii, và từ phía Đông Indonesia khi mặt trời mọc đến Tây Bắc Mexico vào lúc hoàng hôn. Đường kính biểu kiến của mặt trăng nhỏ hơn vì nguyệt thực xảy ra chỉ 32 giờ rưỡi sau khi nhật thực.
Nhật thực là một hiện tượng thiên văn xảy ra khi Mặt Trăng đi qua giữa Trái Đất và Mặt Trời, do đó che khuất hoàn toàn hoặc một phần hình ảnh của Mặt Trời đối với người xem trên Trái Đất. Nhật thực hình khuyên xảy ra khi đường kính biểu kiến của Mặt Trăng nhỏ hơn Mặt Trời, chặn hầu hết ánh sáng của Mặt Trời và khiến Mặt Trời trông giống như một vành khuyên. Nhật thực hình khuyên xuất hiện dưới dạng nguyệt thực một phần trên một vùng của Trái Đất rộng hàng nghìn km.
Nhật thực hình khuyên lần đầu tiên có thể nhìn thấy từ vùng tiếp giáp của Hoa Kỳ kể từ nhật thực ngày 10 tháng 5 năm 1994 (Saros 128) và là lần đầu tiên ở châu Á kể từ nhật thực ngày 15 tháng 1 năm 2010 (Saros 141). Đường đi của nhật thực bao gồm các khu vực đông dân cư ở Trung Quốc và Nhật Bản, và ước tính khoảng 100 triệu người ở những khu vực đó có khả năng xem nhật thực hình khuyên. Ở miền Tây Hoa Kỳ gồm 8 tiểu bang và ước tính có khoảng 6 triệu người có khả năng chứng kiến. Đó là lần nguyệt thực thứ 58 của chu kỳ Saros thứ 128, bắt đầu bằng nguyệt thực một phần vào ngày 29 tháng 8 năm 984 sau Công nguyên và sẽ kết thúc bằng nguyệt thực một phần vào ngày 1 tháng 11 năm 2282.

## Đường đi của nhật thực

Mô phỏng đường đi của nhật thực

Antumbra có cường độ 0,94, trải dài 236 km (147 mi) và di chuyển theo hướng Đông với tốc độ trung bình 1,00 km (0,62 mi) mỗi giây, ở lại phía Bắc của đường xích đạo trong suốt sự kiện. Thời gian tồn tại lâu nhất là 5 phút 43 giây, xảy ra ngay phía Nam quần đảo Aleutian. Nhật thực bắt đầu vào Thứ Hai và kết thúc vào Chủ Nhật trước đó, khi nó vượt qua Đường đổi ngày quốc tế.

### Châu Á
Nhật thực hình khuyên bắt đầu trên tỉnh Quảng Tây của Trung Quốc lúc mặt trời mọc, lúc 6:06 sáng theo Giờ Chuẩn Trung Quốc. Di chuyển theo hướng Đông Bắc, cực quang của nhật thực tiếp cận và đi qua các thành phố Ma Cao, Hồng Kông, Quảng Châu và Hạ Môn, đến Đài Bắc lúc 6:10 sáng theo giờ NST. Sau khi qua Biển Hoa Đông, nó đi qua phần lớn phía Đông Nhật Bản, bao gồm cả Osaka và Tokyo lần lượt vào lúc 7:28 sáng và 7:32 sáng theo giờ JST, trước khi đi vào Thái Bình Dương. Penumbra có thể nhìn thấy khắp Đông Á và các đảo khác nhau ở Thái Bình Dương cho đến trưa.
Đường đi của Antumbra qua các khu vực đông dân cư cho phép ít nhất khoảng 100 triệu người ước tính có thể xem. Vì nguyệt thực diễn ra trong mùa gió mùa hè ở Đông Nam Á, điều kiện xem không lý tưởng ở một số khu vực, bao gồm cả Hồng Kông.

### Bắc Mỹ
Sau khi di chuyển khoảng 4.000 dặm (6.500 km) qua Thái Bình Dương, sau đó tới Bắc Mỹ giữa các đường bờ biển của Oregon và California, đến thành phố ven biển Eureka, California lúc 6:25 chiều theo giờ PDT. Sau khi đi qua Medford, Oregon và Redding, California, nó đến Reno, Nevada lúc 6:28 chiều theo giờ PDT. Nhật thực tiếp tục di chuyển về phía Đông Nam, đi qua 30 dặm (48 km) về phía Bắc của Las Vegas, Nevada, qua St. George, Utah và đến Grand Canyon vào khoảng 6:33 chiều theo giờ MST. Sau khi vượt qua Albuquerque, New Mexico và Lubbock, Texas, nhật thực kết thúc ở phía trên trung tâm Texas vào lúc hoàng hôn, 8:38 tối theo giờ CST. Penumbra có thể nhìn thấy ở hầu hết Bắc Mỹ, bao gồm cả các đảo Hawaii.